# Klaus Jacob (Ruderer)

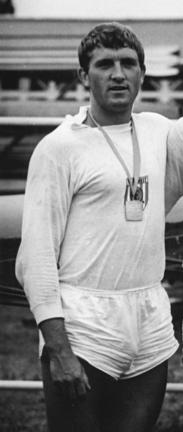
Der DDR-Meister 1969 Klaus Jacob

Klaus Jacob (* 20. April 1943 in Aussig) ist ein ehemaliger Ruderer aus der Deutschen Demokratischen Republik. 1968 gewann er bei den Olympischen Spielen die Silbermedaille im Vierer mit Steuermann.
Klaus Jacob startete für den SC Einheit Dresden und trainierte unter Hans Eckstein. Ab 1965 saß er im Zweier ohne Steuermann zusammen mit Manfred Gelpke, mit dem er 1966 DDR-Meister wurde. 1965 und 1970 belegte er jeweils bei der DDR-Meisterschaft den zweiten Platz im Achter. 1968 gewann ein rein Dresdner Achter den DDR-Meistertitel. In diesem Boot saßen Frank Forberger, Dieter Grahn, Peter Kremtz, Frank Rühle, Klaus Jacob, Manfred Gelpke, Dieter Schubert, Roland Göhler und Steuermann Dieter Semetzky. Aus diesem Boot bildete Hans Eckstein für die Olympischen Spiele 1968 einen Vierer ohne Steuermann aus Forberger, Grahn, Schubert und Rühle und einen Vierer mit Steuermann aus Jacob, Gelpke, Kremtz, Göhler und Semetzky. Auf der Regattastrecke von Xochimilco gewann der Vierer ohne Gold, der Vierer mit holte Silber hinter den Neuseeländern. Für den Gewinn der Silbermedaille wurde Jacob mit dem Vaterländischen Verdienstorden in Bronze ausgezeichnet. 1969 wurde er noch einmal DDR-Meister im Vierer mit.
Klaus Jacob war gelernter Dreher. Er studierte an der TU Dresden, nach seiner Promotion war er Oberassistent in der Sektion Kraftfahrzeuge/Land- und Fördertechnik. Nach der Wende war er am Institut für Fördertechnik, Baumaschinen und Logistik.